# Штейн (металургія)
Штейн (від нім. Stein, дос. «камінь»), проміжний або побічний продукт в кольоровій металургії, сплав сульфідів заліза і кольорових металів змінного хімічного складу.

## Загальний опис
Завдяки малій розчинності сульфідів кольорових металів в окисних розплавах, щодо низькій температурі їх плавлення (нижче 1100 °С) і великої густини (понад 4 г/см³) розплавлений штейн відділяється при плавці від шлаку і утворює окремий шар, розташований під ним. Штейн — основний продукт, в який переходять мідь, нікель і кобальт при плавці мідної і нікелевої сульфідної сировини і при деяких технологічних схемах переробки окиснених руд. Зазвичай штейн містять 10—50 % Cu і Ni, 15—25 % S, решта Fe. Штейн утворюється також в процесі свинцевої плавки за наявності в сировині міді і сірки. У штейні, як правило, акумулюються наявні в сировині благородні і супутні метали.
Штейн переробляють шляхом бесемерування в конвертері, де відбувається окиснення сірки, а залізо переводиться з сульфідної в окисну форму і утворює з кварцом конвертерний шлак; сульфіди міді і нікелю після видалення заліза піддаються подальшій обробці.
Нікелевий штейн, отриманий при плавці, називається також ротштейном (сирий штейн), штейн після конвертації із вмістом заліза менше 3 % — файнштейном (чистий штейн), а штейн з проміжним вмістом заліза — шпурштейном. Мідний штейн після закінчення першого періоду конвертації, що містить < 1 % Fe, називається білим маттом (англ. matte — штейн) або білим штейном. Іноді застосовують термін купферштейн.

## Історія

Отримання штейнів було відомо ще в давнину. Наприклад, пічки для отрииання штейнів описано Георгіусом Агріколою в його відомому творі «De Re Metallica» («Про гірництво та металургію», 1556 р.), книга 8:
| «Штейни, виплавлені з колчедану або галмею або інших мідистих порід, випалюються в особливих чотирикутних загородках, зверху відкритих; вони мають 12 футів довжини, 8 футів ширини й 3 фута глибини. При цьому штейни, виплавлені з колчедану, майже завжди випалюються два рази, а з галмею — один раз. Останні попередньо занурюються в шлам, змочений оцтом, щоб їх не надто з'їдав вогонь разом із гірською смолою, сіркою, аурипігментом або реальгаром. Вони спершу випалюються на повільному вогні, а потім на більш сильному. На ті та інші протягом всієї наступної ночі ллють воду, щоб у разі, якщо в них містяться галун, шевський купорос або селітра, які часом шкодять металам, видалити з них ці речовини. Решта затверділих розчинів майже завжди виявляються шкідливими для металів при плавленні такого роду штейнів або руд. Штейни, що піддаються випалу, кладуть на дрова, і це багаття запалюють. Штейни, отримані з мідистого сланцю, спочатку кидають на землю й дроблять, потім кладуть у піч на в'язку хмизу й підпалюють її, випалюючи частіше сім разів, а іноді й дев'ять разів. При цьому, якщо вони містять гірську смолу, вона також горить, випускаючи властивий їй запах. Ці печі влаштовані подібно до плавильних печей, але вони з переднього боку відкриті. Вони мають висоту 6 футів, а ширину 4 фута. На одну піч, у якій плавляться штейни, потрібні три такі випалювальні печі. Штейни насамперед випалюються в першій печі. Коли вони остигають, їх переносять у другу піч, а потім у третю, після чого їх повертають назад у першу, і так їх переносять з печі в піч до семи-дев'яти разів.» |